# 1728年柏林条约
1728年柏林条约是普鲁士国王腓特烈·威廉一世与神圣罗马帝国皇帝查理六世于1728年12月23日签署的一份秘密条约。
根据这个条约普鲁士放弃所有针对奥地利的行动并且支持查理六世颁发的1713年国事诏书，作为代价神圣罗马帝国皇帝支持普鲁士对贝尔格公国提出的领土要求。
但是实际上在此条约签署前不久，1728年8月，查理六世就已经与苏尔茨巴赫普伐而茨伯爵签署了条约将贝尔格和于利希划分给苏尔茨巴赫。1738年查理又与英国、法国和荷兰联合威胁腓特烈·威廉一世，逼迫他放弃对贝尔格的要求。1739年查理又与法国达成条约将贝尔格划分给苏尔茨巴赫。
由于查理这样屡次违反了柏林条约，因此普鲁士决定不再支持1713年国事诏书。查理死后腓特烈二世因此要求获得西里西亞的部分地区来作为对贝尔格的放弃的代价。